# Pauvres Créatures
Pour plus de détails, voir Fiche technique et Distribution.
Pauvres Créatures (Poor Things) est un film irlando-britannico-américain réalisé par Yórgos Lánthimos et sorti en 2023, adapté du roman homonyme d'Alasdair Gray, publié en 1992. Le film mélange les genres de la science fantastique et de la comédie noire, avec des dimensions romantique, gothique, surréaliste, steampunk et rétrofuturiste.
Le film reçoit une ovation de dix minutes et remporte le Lion d'or à la Mostra de Venise 2023. Il sort aux États-Unis le 8 décembre 2023, salué par la critique, notamment pour la performance d'Emma Stone, plébiscitée. Il est nommé comme l'un des dix meilleurs films de 2023 par l'American Film Institute et par le National Board of Review. Lors de l'édition 2024 des Golden Globes, le film reçoit le Golden Globe du meilleur film musical ou de comédie et Emma Stone est sacrée meilleure actrice dans un film musical ou une comédie. Emma Stone se voit également récompensée pour la seconde fois du BAFTA de la meilleure actrice pour sa prestation, tandis que le film reçoit 5 récompenses lors de la même cérémonie. Le film reçoit onze nominations aux Oscars 2024 et remporte quatre prix dont l'Oscar de la meilleure actrice.
Le film raconte l'histoire d'une femme enceinte qui est ramenée à la vie par un docteur, lequel remplace son cerveau par celui de son enfant à naître. Baptisée Bella Baxter, elle a soif d'apprendre et veut découvrir le monde. Elle s'enfuit avec un avocat, Duncan Wedderburn. Ensemble, ils voyagent à travers les continents. De retour à Londres, elle doit choisir laquelle de ces deux vies elle veut vivre.

## Synopsis
À Londres, un étudiant en médecine, Max McCandles, devient l'assistant de son professeur, le docteur Godwin Baxter. Ce dernier lui demande d'étudier sa dernière expérience, sa « fille » Bella. Max, au début curieux du comportement puéril de Bella, tombe amoureux d'elle. Un soir, le docteur Godwin lui raconte son origine. Une femme enceinte, Victoria, s'est jetée du haut d'un pont. Godwin a racheté le corps à un vendeur au marché noir, puis effectué une opération consistant à placer le cerveau du fœtus dans le crâne de Victoria, qui devient ainsi Bella.
Avec la bénédiction (voire l'incitation) de Godwin, Max demande la main de Bella. Elle accepte mais à mesure que son intelligence se développe (au début du film, elle ne sait pas faire de phrases complètes et se déplace comme un bébé apprenant à marcher), elle demande à Max et Godwin (qu'elle appelle « God ») de découvrir le monde du dehors. Godwin fait appel à Duncan Wedderburn, un avocat coureur de jupon, pour écrire le contrat de mariage. Ce dernier, tombé lui aussi sous le charme de Bella, en profite pour la convaincre de s'enfuir avec lui à Lisbonne. Bella y découvre de nouveaux plaisirs, et notamment le sexe. Godwin, comprenant que Bella ne reviendra probablement pas, décide de renouveler son expérience avec Felicity, mais l'intelligence de celle-ci se développe bien plus lentement que celle de Bella.
Toujours à Lisbonne, Bella s'aventure de plus en plus seule dans le monde extérieur. Duncan a de plus en plus de mal à la contrôler. Fatigué par son comportement en rupture avec les normes sociales, il la séquestre sur un bateau de croisière. À bord, Bella se lie d'amitié avec deux passagers : Harry et Martha. Ceux-ci lui font découvrir la philosophie et elle se met à lire, au grand désarroi de Duncan qui, se sentant abandonné, noie son chagrin dans l'alcool et les jeux d'argent.
Arrivée à Alexandrie, Bella découvre la misère lorsque Harry lui montre un bidonville jonché de bébés morts en contrebas de la terrasse de leur hôtel luxueux. Profondément choquée par ces souffrances, Bella s'empare de l'argent gagné au jeu par Duncan pour le donner aux pauvres. Le bateau ayant déjà largué les amarres, des membres de l'équipage profitent de la naïveté de Bella pour prendre l'argent, lui faisant croire qu'ils iront le donner aux pauvres. Lorsqu'elle revient dans la chambre, Duncan, ivre, est occupé à la mettre sens dessus dessous pour trouver l'argent. Il explose lorsque Bella lui raconte ce qu'elle en a fait. Le capitaine du bateau, apprenant que les deux passagers n'ont plus d'argent, les dépose lors de l'escale suivante : Marseille.
Bella et Duncan montent à Paris et se retrouvent sans le sou et à la rue. Cherchant une solution, Bella s'arrête devant une maison close, où elle apprend avec stupeur qu'elle pourra être payée pour des rapports sexuels avec des hommes de passage. Apprenant qu'elle s'est prostituée, Duncan devient fou de rage puis plonge dans la dépression. Revenant malgré tout, il lui explique que malgré les très nombreuses relations qu'il a entretenues, c'est la première fois qu'il tombe vraiment amoureux. Bella lui répond qu'elle en a assez de lui, que pour elle, la relation est une expérience qu'elle ne veut pas poursuivre et qu'elle avait déjà donné sa main à Max avant de partir. Elle continue de travailler dans la maison close et devient amie avec une prostituée du nom de Toinette. Cette dernière, syndicaliste, la convertit au socialisme.
À Londres, Godwin, atteint d'un cancer, sent que sa mort approche : il demande à Max de chercher Bella et de la ramener pour qu'il puisse la revoir avant de mourir. Max réussit à la retrouver après avoir mis la main sur Duncan dans un asile psychiatrique. De retour à Londres, Bella apprend de Godwin la vérité sur sa nature, mais lui pardonne d'avoir fait d'elle un sujet d'expérience et accepte de se marier avec Max. Le mariage est subitement interrompu par Duncan et le mari de Victoria, le général Alfie Blessington. Alfie est persuadé de parler à sa femme, mais Bella ne le reconnait pas. Il lui explique qu'ils étaient mariés avant son suicide et qu'il est venu la reprendre. Bella, curieuse de connaître son passé, abandonne Max et part avec Alfie.
À peine arrivée dans son manoir, Bella se rend compte que le général est un homme violent, qui prend plaisir à menacer et torturer psychologiquement ses domestiques, et que si Victoria s'est suicidée, c'était pour lui échapper. Alfie l'enferme pour l'empêcher de le quitter. Surprenant une conversation entre Alfie et un médecin, elle découvre qu'Alfie veut la faire exciser, jugeant son clitoris cause de son insatiable désir de liberté, mais comptant avoir un autre bébé avec elle.
Bella exige de partir, mais Alfie la menace d'une arme et veut l'obliger à boire un sédatif pour mener à bien l'excision. Elle prend le verre mais le lui jette au visage. Dans la confusion, Alfie se tire une balle dans le pied et perd connaissance. Bella le traîne jusqu'au laboratoire de Godwin et demande à Max de l'aider à soigner la blessure. À la mort de Godwin, elle reprend ses travaux et greffe le cerveau d'une chèvre dans le crâne d'Alfie.
Dans le jardin de Godwin, Bella annonce à Max, Toinette et Felicity qu'elle va passer le concours de médecine. Alfie, à quatre pattes, broute et bêle.

## Fiche technique
Sauf indication contraire, les informations mentionnées dans cette section peuvent être confirmées par la base de données cinématographiques IMDb,  présente dans la section « Liens externes ».
- Titre : Pauvres Créatures
- Titre original : Poor Things
- Réalisation : Yórgos Lánthimos
- Scénario : Tony McNamara, d'après le roman Pauvres Créatures d'Alasdair Gray
- Musique : Jerskin Fendrix
- Direction artistique : Renato Cseh, Jonathan Houlding, Bence Kalmar, James Lewis, Adam A. Makin et Peter Vardai
- Décors : James Price
- Costumes : Holly Waddington
- Montage : Yorgos Mavropsaridis
- Production : Ed Guiney, Yórgos Lánthimos, Andrew Lowe et Emma Stone
  - Production déléguée : Ildiko Kemeny, Kasia Malipan et David Minkowski
- Sociétés de production : Searchlight Pictures, Element Pictures, Fruit Tree et Film4
- Sociétés de distribution : Searchlight Pictures (États-Unis), The Walt Disney Company France (France)
- Pays de production :  États-Unis,  Royaume-Uni,  Irlande
- Langues originales : anglais et partiellement français et portugais
- Format : couleur / noir et blanc, - 1,66:1
- Genre : comédie noire, romance et science-fiction
- Durée : 141 minutes
- Dates de sortie :  
  - Italie : 1er septembre 2023 (Mostra de Venise 2023)
  - États-Unis : 8 décembre 2023[7]
  - France : 17 janvier 2024[8]
- Classification :
- États-Unis : R (interdit aux moins de 17 ans non accompagnées)
- France : tout public avec avertissement lors de sa sortie en salles ; déconseillé aux moins de 12 ans à la télévision[réf. nécessaire]

## Distribution
Sauf indication contraire, les informations mentionnées dans cette section peuvent être confirmées par la base de données cinématographiques IMDb,  présente dans la section « Liens externes ».

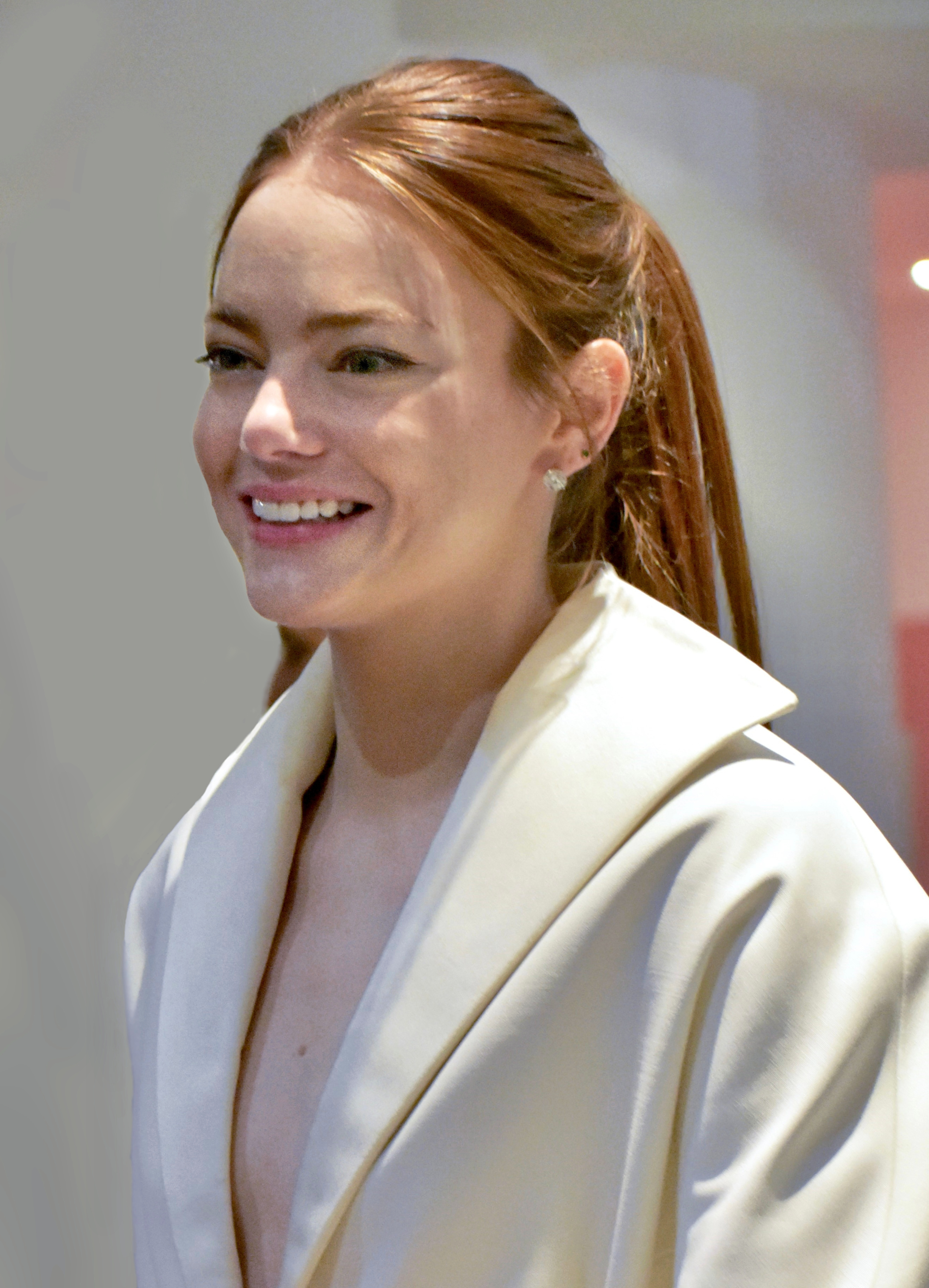
Emma Stone joue le rôle de Bella Baxter.

- Emma Stone (VF : Elisabeth Ventura) : Bella Baxter / Victoria Blessington[9]
- Willem Dafoe (VF : Éric Herson-Macarel) : Dr Godwin Baxter, dit « God »
- Mark Ruffalo : Duncan Wedderburn
- Ramy Youssef (VF : Antoine Schoumsky) : Max McCandless
- Vicki Pepperdine : Mrs. Prim
- Margaret Qualley (VF : Louisa Lacroix) : Felicity
- Jerrod Carmichael (VF : Diouc Koma) : Harry Astley
- Hanna Schygulla (VF : elle-même) : Martha Von Kurtzroc
- Christopher Abbott (VF : Damien Ferrette) : Alfie Blessington
- Kathryn Hunter (VF : Frédérique Cantrel) : Mme Swiney, la proxénète
- Suzy Bemba (VF : elle-même) : Toinette
- Patrick de Valette : Chapelle, le premier client de Bella
- Raphaël Thiéry : le client qui sent
- Damien Bonnard (VF : lui-même) : le client père de famille
- Hubert Benhamdine : le grand client prêtre
- Boris Gillot : Mersault, un client
- Laurent Borel : Crab Man, un client
- Wayne Brett (VF : Nicolas Dangoise) : le prêtre du mariage

 Source et légende : version française (VF) sur RS Doublage et carton cinématographique du doublage français.

## Production

### Genèse et développement
En 2009, Yórgos Lánthimos se rend en Écosse pour parler avec Alasdair Gray de l'acquisition des droits de son roman Pauvres Créatures (Poor Things) : « C'était un homme plein de charme. Malheureusement, il est décédé quelques années avant le tournage du film, mais il était très spécial et énergique ; il avait [alors] 80 ans et à mon arrivée, il venait de voir Canine et il a dit : « J'ai demandé à mon ami de mettre le DVD, parce que je ne sais pas comment faire fonctionner ces machines, mais je pense que tu es très talentueux, jeune homme » ». Par la suite, Gray l'emmène visiter Glasgow et lui montre les lieux de l'histoire.
C'est lors du tournage de La Favorite (2018) que Lánthimos reprend cette idée et en discute avec Emma Stone. Le réalisateur commence à développer plus activement le film après le succès de La Favorite : « Après le succès du film [...] les gens étaient plus enclins à me laisser faire ce que je voulais. Je suis alors revenu au livre de Gray et j'ai dit : "C'est ce que je veux faire". Cela a été un long processus, mais j'avais toujours le livre à l'esprit. »

### Attribution des rôles
Pauvres Créatures est officiellement annoncé en février 2021. Yórgos Lánthimos estime que travailler à nouveau avec Emma Stone était un avantage pour la production car ils sont dans une relation de confiance mutuelle. Emma Stone explique à quel point le processus de réalisation est différent de celui de La Favorite car elle est ici productrice : « C'était très intéressant d'être impliquée dans la façon dont le film était créé, des acteurs aux décideurs. En fin de compte, c'est Yórgos qui prenait ces décisions, mais j'étais très impliquée dans le processus, qui a commencé pendant la pandémie ; nous tendions la main aux gens et faisions le casting et tout pendant cette période, parce que nous ne pouvions aller nulle part. »
Willem Dafoe entame des négociations pour rejoindre le casting en mars 2021. En avril, Ramy Youssef est en pourparlers pour se joindre au film. Dafoe et Youssef sont confirmés en mai, ainsi que Mark Ruffalo et Jerrod Carmichael. En septembre, Christopher Abbott les rejoint. En novembre, Margaret Qualley et Suzy Bemba sont retenues.
Pour préparer son rôle, Emma Stone prend des cours de danse. Lorsqu'elle se teint accidentellement les cheveux en noir, Lánthimos trouve que les cheveux noirs contrastent tellement avec le teint clair de l'actrice qu'il lui demande de les garder. Emma Stone est séduite par l'idée de dépeindre une femme avec un état d'esprit libéré et affranchie des pressions sociales : 

« C'est un conte de fées et une métaphore — il est clair que cela ne peut pas vraiment arriver — mais l'idée que l'on puisse recommencer à zéro en tant que femme, en tant que corps déjà formé, tout voir pour la première fois et essayer de comprendre la nature de la sexualité, du pouvoir, de l'argent ou du choix, la capacité de faire des choix et de vivre selon ses propres règles et non celles de la société — j'ai pensé que c'était un monde vraiment fascinant à pénétrer. »

Emma Stone apprécie également le manque de honte de Bella concernant ses expériences :

« [Bella] était le personnage le plus joyeux au monde à jouer, parce qu'elle n'a honte de rien. Elle est toute neuve. Je n'avais jamais eu auparavant à construire un personnage sans que des choses lui soient arrivées ou lui aient été imposées par la société tout au long de sa vie. L'incarner a été une expérience extrêmement libératrice. »

Ramy Youssef a révélé que lui et Willem Dafoe ont fréquenté une école de pompes funèbres pour préparer leurs rôles. Dafoe passait six heures par jour au maquillage : quatre heures à se faire coller des prothèses le matin et deux heures à les enlever le soir.
En discutant des personnages masculins du film, Lánthimos a reconnu que même si chaque personnage masculin était différent et avait ses propres motivations, ils représentaient tous des attitudes masculines typiques de l'époque victorienne : 

« Avec des variations, je pense, mais dans ce film, il y a une tendance générale à essayer de contrôler [Bella] — même si c'est fait de manière bienveillante ou subtile, comme le peut un parent ou comme le fait Baxter [...], ou en étant juste sous son charme comme l'est Ramy. Vous voyez, des hommes gentils au fond, mais avec tous les caractères des hommes de cette époque. »

Emma Stone rappelle que lorsque Yórgos Lánthimos lui a parlé du livre pour la première fois, il lui a dit que  « plus Bella acquiert d'autonomie, plus elle apprend et grandit, plus cela rend ces hommes malades. Plus elle a une opinion, ses propres désirs et besoins, etc., cela les rend fous ; ils veulent qu'elle reste une sorte de pure chose. ».

### Tournage
Le tournage principal a lieu en Hongrie. Il commence en août 2021 aux studios Origo de Budapest et se termine en décembre de la même année. Selon Robbie Ryan, le Dracula de 1992 de Francis Ford Coppola a servi d'inspiration principale et de référence première au film.

### Costumes
Le travail de Holly Waddington, la costumière principale du film, était de refléter l'évolution de Bella à travers sa garde-robe, des silhouettes les plus « bouffantes » de son époque aux robes corsetées qu'elle porte au point culminant du film.
Emma Stone explique justement cette croissance de Bella reflétée par les costumes : 

« J'ai adoré cet élément de réflexion : comment Bella assemblerait-elle ses vêtements avec la façon dont son esprit fonctionne à ce stade ? À la fin, il y a ces robes très militaires qui ne ressemblent à rien de ce que vous avez vu de Bella ; les choses sont bien plus ajustées et contraintes, mais c'est parce qu'elle est arrivée à un endroit où elle a grandi et a décidé qui elle est et ce qu'elle va faire. Elle n'assimile pas nécessairement, mais il y a juste plus de structure là-bas. »

## Sortie et accueil

### Dates de sortie
En France, la sortie a été prévue au cinéma le 11 octobre 2023, avant d'être repoussée au 17 janvier 2024.
Le film sort au Royaume Uni le 12 janvier 2024, avec une scène modifiée à la demande du British Board of Film Classification.

### Accueil critique
En France, le site Allociné propose une moyenne de 3,8⁄5, d'après l'interprétation de 48 critiques de presse.

## Distinctions

### Récompenses
- Mostra de Venise 2023 : Lion d'or[30],[31]
- BAFTA 2024 :
  - Meilleure actrice pour Emma Stone
  - Meilleurs décors
  - Meilleurs costumes
  - Meilleurs maquillages et coiffures
  - Meilleurs effets visuels
- Golden Globes 2024 :
  - Meilleur film musical ou comédie
  - Meilleure actrice dans un film musical ou comédie pour Emma Stone
- Oscars 2024 :
  - Meilleure actrice pour Emma Stone
  - Meilleurs décors et direction artistique
  - Meilleurs costumes
  - Meilleurs maquillages et coiffures

### Nominations
- BAFTA 2024
  - Meilleur film
  - Meilleur film britannique
  - Meilleur scénario adapté pour Tony McNamara
  - Meilleure photographie pour Robbie Ryan
  - Meilleur montage pour Yorgos Mavropsaridis (en)
  - Meilleure musique de film pour Jerskin Fendrix (en)
- Golden Globes 2024 :
  - Meilleure réalisation
  - Meilleur scénario
  - Meilleur acteur dans un second rôle pour Willem Dafoe
  - Meilleur acteur dans un second rôle pour Mark Ruffalo
  - Meilleure musique de film
- Oscars 2024 :
  - Meilleur film
  - Meilleur réalisateur
  - Meilleur scénario adapté
  - Meilleur acteur dans un second rôle pour Mark Ruffalo
  - Meilleure photographie
  - Meilleur montage
  - Meilleure musique de film